# Goudglanzende pedaalmot
De goudglanzende pedaalmot (Argyresthia arceuthina) is een vlinder uit de familie van de pedaalmotten (Argyresthiidae). De wetenschappelijke naam van de soort werd in 1839 gepubliceerd door Philipp Christoph Zeller.